# 1-ша Українська повстанська дивізія імені батька Махна
1-ша Українська повстанська дивізія імені батька Махна — військове з'єднання Української радянської армії з 12 травня 1919 року до 9 червня 1919 року в складі 2-ї Української радянської армії

## Історія
12 травня 1919 року в Маріуполі відбувся Військовий з'їзд командирів полків що оперували проти Добровольчої армії і Донської армії в Донбасі на лінії фронту Доля — Оленівка — Новоазовськ. На з'їзді одним з трьох питань обговорювалася Реорганізація 3-ї Задніпровської бригади Махно. З питання реорганізації виступали Куриленко, Петренко, Родіонов, Белаш. У ході обговорення Белаш виступив з пропозицією розгорнути бригаду в дивізію за зразком регулярної військової частини. Також він заявив що Революційна рада РПАУ і начальник штабу Української радянської резервної армії Скачко погодили розгортання бригади в дивізію, а Народний комісар у військових справах УСРР Межлаук дозволив переформатування.
По третьому питанню була прийнята така резолюція:
«Третю Задніпровську бригаду імені б. Махно розгорнути в дивізію, назвавши: Перша Українська повстанська дивізія імені батька Махно.»
1-а бригада займала ділянку фронту 16 кілометрів по річці Грузький Еланчик проти Донської армії, і берегову лінію в 60 кілометрів від річки Грузький Еланчик до Урзуфа, 2-а бригада займала ділянку фронту від станції Караванна в передмістях Юзівки і на південь до села Конькове, 3-тя бригада займала ділянку фронту між першою і другою бригадою загальною протяжністю 10 кілометрів.
27 травня 1919 року командування дивізії отримала наказ Скачко з посиланням на наказ командира Південного фронту Гіттіса про перетворення дивізії знову в бригаду. При цьому Гіттіс отримав вказівку від Троцького про перетворення дивізії в бригаду в складі 7-ї дивізії. Не бажаючи вступати у відкритий конфлікт з більшовиками Махно на зборах командного складу запропонував зняти з себе повноваження начальника дивізії, а всім частинам запропонував перейти в підпорядкування Південному фронту або діяти самостійно. Про своє рішення він повідомив командування 2-ї армії 28 травня. 28 травня командування 2-ї армії наказало командиру 7-ї дивізії Чікванная прийняти командування бригадою при цьому в телеграмі в якій Махно повідомляв що знімає з себе повноваження він продовжував використовувати назву дивізія.
29 травня в Гуляйполе зібрався керівний склад і штаб 1-ї Української повстанської дивізії, для обговорення подальших дій. У ході обговорення було прийнято рішення зміцнювати фронт, і вислати телеграму радянського керівництва з протестом проти перетворення дивізії в бригаду. Також було прийнято рішення просити Махно залишитися при своїх обов'язках, а дивізію перетворити в «самостійну Повстанську армію» під командуванням Махно. Армія повинна була підкорятися Південному фронту.

У відповідь на ці дії командування 2-ї армії надіслало в Гуляйполе телеграму з погрозою арешту Махно. 30 травня керівником придушення заколоту в дивізії Раковський призначив Ворошилова. 3 червня 1919 Троцький видав секретне розпорядження в ньому говорилося:
«Найпершим завданням 2-ї Української армії є руйнування військової організації махновців, причому ця задача повинна бути вирішена не пізніше 15 червня.»
Для ліквідації дивізії були обрані такі військові частини:
- 12-й Московський полк
- Кавалерійський полк
- Московський загін особливого призначення
- Луганський стрілецький полк
- Бахмутський стрілецький полк
- загін курсантів, бронепоїзди, Бронеотряда.

У цей же час 3 червня Троцький зв'язався з Махно і запропонував йому своїми частинами зайняти ділянку Гришине — Слов'янськ яку залишила 13-та РСЧА відступаючи в паніці до Харкова. В ході розмови Троцький наказав Махно зайняти ділянку Гришине — Слов'янськ Махно сказав що у нього немає сил зайняти нову ділянку в 100 кілометрів, тоді Троцький став погрожувати після чого Махно в грубій формі відповів йому після чого зв'язок перервався.

8 червня в Гуляйполе відбулися екстрені збори Штабу дивізії ВРК Вільної території і союзу анархістів, на якому обговорювалися подальші дії. Збори так і не було закінчено на Гуляйполе напав загін Шкуро. Махно виїхав в Гайчур звідки відправив повторно телеграму Ворошилову, Троцькому, Леніну, Каменєву в якій повідомляв що знімає з себе повноваження начальника дивізії. При цьому своє рішення він мотивував так:
"Думаю, що з моїм відходом Центральна державна влада перестане підозрювати революційне повстанство в змовах проти Радянської республі-і поставиться до нього з усією серйозністю, як до живого дітищу соціальної масової революції на Україні, а не як до підозрілого стану, з яким торгувалися через кожного патрона … "
Того ж дня після боїв знову відбулися збори командного складу дивізії і керівників Вільної території. Більшість вже виступало за передачу дивізії червоному командуванню. Усі зійшлися на тому, що потрібно захищати Вільну територію, а там буде видно. Передачу дивізії доручили Білашу який зустрів на станції Орехово комісію 14-ї армії і нового комбрига 3-ї бригади 7-ї дивізії Круссера.

9 червня Круссер доносив командиру 14-ї РСЧА Ворошилову:
«Бригада (колишня 3-тя бригада Задніпровської дивізії) розгорнулася в дивізію з трьох бригад. Встигли завести апарат. Доводиться поки з цим рахуватися. Загальна чисельність дивізії сім тисяч.»
9 червня 1919 р. Круссер видав наказ, в якому повідомляв що «цього числа я вступив в командування бригадою». До вечора приймально-передавальний акт був усіма підписаний. А вночі з 9 на 10 червня 1919 р. комбриг Круссер загинув.

12 червня Ворошилов і Межлаук в Телеграма Троцькому повідомляли:
«Махновія розбита Шкуро вщент. Окремі махнята волають про захист і покірності радвлади. Момент ліквідації цього гнійника найзручніший. Наша біда відсутність регулярних частин, якими потрібно зайняти Махновський фронт і ліквідувати залишки банд.»
15 липня на станції Мала Токмачка прибув Махно зі штабом дивізії ВРК Вільної території і членами анархістського союзу всього 150 осіб. На зборах обговорювалися подальші дії, Махно запропонував направити дивізію в тил для боротьби з більшовиками і червоною армією або піти на Херсонщину. Проти цієї ідеї виступив Белаш і частина командного складу дивізії які пропонували залишатися у Вільній території до останнього. Не досягнувши угоди Махно виїхав зі своїм загоном і продовжив закликати населення виступити проти більшовиків.
17 червня Махно отримав звістку що рішенням надзвичайної революційного трибуналу Донецького басейну колишні командири дивізії Бурдига, Коробко, Міхальов-Павленко, Олейников, Добролюбов, Костін і Полунін були розстріляні. 24 червня Махно з 600 бійцями по Кічкаському мосту перейшов на лівий берег Дніпра. До 24 червня Белаш остаточно передав штаб і частини колишній дивізії в розпорядження радянському командуванню.

## Склад
Станом на 12 травня 1919 року
1-ша бригада
- 7-й Задніпровський полк
- 8-й Задніпровський полк
- Новоспасовскій полк
- Зведено-грецький полк

10 000 багнетів, 200 шабель при 3-х гарматах, 40 кулеметах, одному катері.
2-га бригада
- 9-й Грецький полк
- 10-й Донський полк
- 2-й Ігнатьєвський полк
- 12-й кавалерійський полк

13 000, шабель, 700, при 4-х гарматах, 50 кулеметах, аероплані, двох бронепоїздах і одному автоброневіке.
3-тя бригада
- Покровський полк
- Полк імені Паталахи
- Оріхівський зведений полк

5000 багнетів і 50 шабель, при 10 кулеметах.

## Командування
- Начальник дивізії — Махно Нестор Іванович
- Начальник польового штабу — Родіонов
- Начальник штабу — Озеров Яків Васильович
- Молодший помічник — Буриба
- 1-ша бригада — комбриг Куриленко Василь Васильович
- Начальник штабу 1-ї бригади — Бочкарьов
- 2-га бригада — комбриг Белаш
- Начальник штабу 2-ї бригади — Давидов
- 3-тя бригада — комбриг Петренко-Платонов
- Начальник штабу 3-ї бригади — Шевлюк